# ميخائيل كرودر
ميخائيل كرودر (بالإنجليزية: Michael Crowder)‏ هو مؤرخ بريطاني، ولد في 9 يونيو 1934، وتوفي في 14 أغسطس 1988.